# Decoryah
Decoryah je finská gothic/doommetalová kapela založená roku 1989 ve městě Kaarina v jihozápadním Finsku. 
Debutové studiové album s názvem Wisdom Floats bylo vydáno v roce 1994, poté následovala v roce 1996 druhá řadová deska Fall-Dark Waters a o rok později minialbum Breathing the Blue, pak se kapela rozpadla. Od roku 2019 je opět aktivní.

## Diskografie
Dema
- Whispers from Depth (1992)
- Cosmos Silence (1993)

Studiová alba
- Wisdom Floats (1994)
- Fall-Dark Waters (1996)

EP
- Breathing the Blue (1997)

Singly
- Ebonies (1993)

Box sety
- Decoryah (2024)